# Boyuk Sehne 2014
Start A Fire (em português Começar um incêndio) é a canção que vai ser levada a Copenhaga pela intérprete Dilara Kazimova.
Foi escolhida pela uma final nacional (Boyuk Sehne) que se realizou no dia 2 de fevereiro mas só foi a escolha do artista, a canção vou só conhecida duas semanas depois no dia 16 de fevereiro.
Esta canção vai atuar na primeira semifinal no dia 6 de maio (Terça-Feira).

## Final Nacional
| Final – 2 de março de 2014 | Final – 2 de março de 2014 | Final – 2 de março de 2014                                | Final – 2 de março de 2014 | Final – 2 de março de 2014 | Final – 2 de março de 2014 | Final – 2 de março de 2014 | Final – 2 de março de 2014 | Final – 2 de março de 2014 | Final – 2 de março de 2014 | Final – 2 de março de 2014 |
| Ordem                      | Artista                    | Música                                                    | E. Gasimov                 | T. Agayeva                 | J. Guliyev                 | S. Örn                     | M. Arif                    | Júri Total                 | Total Geral                | Lugar                      |
| -------------------------- | -------------------------- | --------------------------------------------------------- | -------------------------- | -------------------------- | -------------------------- | -------------------------- | -------------------------- | -------------------------- | -------------------------- | -------------------------- |
| 1                          | Erkin Osmanli              | "Girls, Girls, Girls" (Erkin Osmanli)                     | 8                          | 8                          | 8                          | 6                          | 8                          | 38                         | 122                        | 3                          |
| 1                          | Erkin Osmanli              | "Love Me Again" (John Newman)                             | 9                          | 10                         | 9                          | 8                          | 8                          | 44                         | 122                        | 3                          |
| 1                          | Erkin Osmanli              | "Letter to Brooke" (original song)                        | 7                          | 7                          | 8                          | 8                          | 10                         | 40                         | 122                        | 3                          |
| 2                          | Dilara Kazimova            | "History Repeating" (Propellerheads feat. Shirley Bassey) | 8                          | 8                          | 8                          | 7                          | 9                          | 40                         | 136                        | 1                          |
| 2                          | Dilara Kazimova            | "Happy" (Pharrell Williams)                               | 9                          | 9                          | 9                          | 9                          | 10                         | 46                         | 136                        | 1                          |
| 2                          | Dilara Kazimova            | "Alone" (original song)                                   | 10                         | 10                         | 10                         | 10                         | 10                         | 50                         | 136                        | 1                          |
| 3                          | Khana Hasanova             | "Dance Again" (Jennifer Lopez feat. Pitbull)              | 9                          | 9                          | 9                          | 7                          | 7                          | 41                         | 129                        | 2                          |
| 3                          | Khana Hasanova             | "Run" (Snow Patrol)                                       | 10                         | 9                          | 9                          | 9                          | 9                          | 46                         | 129                        | 2                          |
| 3                          | Khana Hasanova             | "My Life" (original song)                                 | 9                          | 9                          | 8                          | 8                          | 8                          | 42                         | 129                        | 2                          |